# 102. Kongress der Vereinigten Staaten
Der 102. Kongress der Vereinigten Staatenbezeichnet die Legislaturperiode von Repräsentantenhaus und Senat in den Vereinigten Staaten zwischen dem 3. Januar 1991 und dem 3. Januar 1993. Alle Abgeordneten des Repräsentantenhauses sowie ein Drittel der Senatoren (Klasse II) waren im November 1990 bei den Kongresswahlen gewählt worden. In beiden Kammern ergab sich eine demokratische Mehrheit. Damit hatte der republikanische Präsident George H. W. Bush keine Mehrheit im Kongress. Der Kongress tagte in der amerikanischen Bundeshauptstadt Washington, D.C. Die Sitzverteilung im Repräsentantenhaus basierte auf der Volkszählung von 1980.

## Wichtige Ereignisse
Siehe auch 1991 und 1992
- 3. Januar 1991: Der neugewählte Kongress nimmt seine Arbeit auf
- 17. Januar bis 28. Februar 1991: Zweiter Golfkrieg
- 16. Mai 1991: Königin Elisabeth II. spricht vor dem Kongress.
- 3. November 1992: Bill Clinton wird zum neuen US-Präsidenten gewählt.

## Die wichtigsten Gesetze
In den Sitzungsperioden des 102. Kongresses wurden unter anderem folgende Bundesgesetze verabschiedet (siehe auch: Gesetzgebungsverfahren):
- 6. Februar 1991: Agent Orange Act of 1991
- 21. November 1991: Civil Rights Act of 1991
- 9. Dezember 1991: High Performance Computing and Communication Act of 1991
- 12. Dezember 1991: Soviet Nuclear Threat Reduction Act of 1991
- 9. Oktober 1992: Chinese Student Protection Act of 1992
- 23. Oktober 1992: Former Soviet Union Demilitarization Act of 1992
- 23. Oktober 1992: Weapons of Mass Destruction Control Act
- 28. Oktober 1992: Intermodal Surface Transportation Efficiency Act
- 28. Oktober 1992: Land Remote Sensing Policy Act

## Zusammensetzung nach Parteien

### Senat

Mehrheitsverhältnisse im Senat bei Eröffnung des 102. Kongresses
56 Demokratische Senatoren
44 Republikanische Senatoren

|                            | Partei (Schattierung zeigt Mehrheitspartei) | Partei (Schattierung zeigt Mehrheitspartei) | Total |   |
| -------------------------- | ------------------------------------------- | ------------------------------------------- | ----- | - |
|                            |                                             |                                             | Total |   |
| Demokraten                 | Republikaner                                | Vakant                                      | Total |   |
| Ende des 101. Kongresses   | 55                                          | 45                                          | 100   | 0 |
|                            |                                             |                                             |       |   |
| 102. Kongress              | 56                                          | 44                                          | 100   | 0 |
| Beginn des 103. Kongresses | 57                                          | 43                                          | 100   | 0 |

### Repräsentantenhaus
|                            | Partei (Schattierung zeigt Mehrheitspartei) | Partei (Schattierung zeigt Mehrheitspartei) | Partei (Schattierung zeigt Mehrheitspartei) | Total |   |
| -------------------------- | ------------------------------------------- | ------------------------------------------- | ------------------------------------------- | ----- | - |
|                            |                                             |                                             |                                             | Total |   |
| Demokraten                 | Republikaner                                | Sonstige                                    | Vakant                                      | Total |   |
| Ende des 101. Kongresses   | 250                                         | 183                                         | 0                                           | 435   | 2 |
|                            |                                             |                                             |                                             |       |   |
| 102. Kongress              | 267                                         | 167                                         | 1                                           | 435   |   |
| Beginn des 103. Kongresses | 258                                         | 176                                         | 1                                           | 435   |   |

Außerdem gab es noch fünf nicht stimmberechtigte Kongressdelegierte.

## Amtsträger

### Senat
- Präsident des Senats: Dan Quayle (R)
- Präsident pro tempore: Robert Byrd (D)

#### Führung der Mehrheitspartei
- Mehrheitsführer: George J. Mitchell (D)
- Mehrheitswhip: Wendell Ford (D)

#### Führung der Minderheitspartei
- Minderheitsführer: Bob Dole (R)
- Minderheitswhip: Alan K. Simpson (R)

### Repräsentantenhaus
- Sprecher des Repräsentantenhauses: Tom Foley (D)

#### Führung der Mehrheitspartei
- Mehrheitsführer: Dick Gephardt (D)
- Mehrheitswhip: William H. Gray (D) bis 11. September 1991, dann David E. Bonior (D)

#### Führung der Minderheitspartei
- Minderheitsführer: Robert H. Michel
- Minderheitswhip: Newt Gingrich

## Senatsmitglieder
Im 102. Kongress vertraten folgende Senatoren ihre jeweiligen Bundesstaaten:
| Alabama - 2. Howell Heflin (D) - 3. Richard Shelby (D) Alaska - 2. Ted Stevens (R) - 3. Frank Murkowski (R) Arizona - 1. Dennis DeConcini (D) - 3. John McCain (R) Arkansas - 2. David Pryor (D) - 3. Dale Bumpers (D) Kalifornien - 1. Pete Wilson (R) Bis zum 7. Januar 1991 - John F. Seymour (R) vom 10. Januar 1991 bis zum 10. November 1992 - Dianne Feinstein (D) ab dem 10. November 1992 - 3. Alan Cranston (D) Colorado - 2. Hank Brown (R) - 3. Tim Wirth (D) Connecticut - 1. Joe Lieberman (D) - 3. Chris Dodd (D) Delaware - 1. William V. Roth (R) - 2. Joe Biden (D) Florida - 1. Connie Mack III (R) - 3. Bob Graham (D) Georgia - 2. Sam Nunn (D) - 3. Wyche Fowler (D) Hawaii - 1. Daniel Akaka (D) - 3. Daniel Inouye (D) Idaho - 2. Larry Craig (R) - 3. Steve Symms (R) Illinois - 2. Paul M. Simon (D) - 3. Alan J. Dixon (D) Indiana - 1. Richard Lugar (R) - 3. Dan Coats (R) Iowa - 2. Tom Harkin (D) - 3. Chuck Grassley (R) Kansas - 2. Nancy Landon Kassebaum (R) - 3. Bob Dole (R) Kentucky - 2. Mitch McConnell (R) - 3. Wendell Ford (D) Louisiana - 2. Bennett Johnston (D) - 3. John Breaux (D) Maine - 1. George J. Mitchell (D) - 2. William Cohen (R) Maryland - 1. Paul Sarbanes (D) - 3. Barbara Mikulski (D) Massachusetts - 1. Edward Kennedy (D) - 2. John Kerry (D) Michigan - 1. Donald W. Riegle (D) - 2. Carl Levin (D) Minnesota - 1. David Durenberger (R) - 2. Paul Wellstone (DFL = Democratic Farmer Labor Party, gehört bundesweit zu (D) Mississippi - 1. Trent Lott (R) - 2. Thad Cochran (R) Missouri - 1. John Danforth (R) - 3. Kit Bond (R) | Montana - 1. Conrad Burns (R) - 2. Max Baucus (D) Nebraska - 1. Bob Kerrey (D) - 2. J. James Exon (D) Nevada - 1. Richard Bryan (D) - 3. Harry Reid (D) New Hampshire - 2. Robert C. Smith (R) - 3. Warren Rudman (R) New Jersey - 1. Frank Lautenberg (D) - 2. Bill Bradley (D) New Mexico - 1. Jeff Bingaman (D) - 2. Pete Domenici (R) New York - 1. Daniel Patrick Moynihan (D) - 3. Al D’Amato (R) North Carolina - 2. Jesse Helms (R) - 3. Terry Sanford (D) North Dakota - 1. Quentin N. Burdick (D) bis zum 8. September 1992 - Jocelyn Burdick (D) vom 12. September bis zum 14. Dezember 1992 - Kent Conrad (D) ab dem 14. Dezember 1992 - 3. Kent Conrad (D) bis zum 14. Dezember 1992, wechselte zu Class 1 siehe oben - Byron Dorgan (D) ab dem 15. Dezember 1992 Ohio - 1. Howard Metzenbaum (D) - 3. John Glenn (D) Oklahoma - 2. David L. Boren (D) - 3. Don Nickles (R) Oregon - 2. Mark Hatfield (R) - 3. Bob Packwood (R) Pennsylvania - 1. Henry John Heinz III (R) bis zum 4. April 1991 - Harris Wofford (D) ab dem 9. Mai 1991 - 3. Arlen Specter (R) Rhode Island - 1. John Chafee (R) - 2. Claiborne Pell (D) South Carolina - 2. Strom Thurmond (R) - 3. Fritz Hollings (D) South Dakota - 2. Larry Pressler (R) - 3. Tom Daschle (D) Tennessee - 1. Jim Sasser (D) - 2. Al Gore (D) bis zum 2. Januar 1993, wurde am 20. Januar Vizepräsident - Harlan Mathews (D) ab dem 2. Januar 1993 Texas - 1. Lloyd Bentsen (D) - 2. Phil Gramm (R) Utah - 1. Orrin Hatch (R) - 3. Jake Garn (R) Vermont - 1. Jim Jeffords (R) - 3. Patrick Leahy (D) Virginia - 1. Chuck Robb (D) - 2. John Warner (R) Washington - 1. Slade Gorton (R) - 3. Brockman Adams (D) West Virginia - 1. Robert Byrd (D) - 2. Jay Rockefeller (D) Wisconsin - 1. Herb Kohl (D) - 3. Bob Kasten (R) Wyoming - 1. Malcolm Wallop (R) - 2. Alan K. Simpson (R) |

## Mitglieder des Repräsentantenhauses
Folgende Kongressabgeordnete vertraten im 102. Kongress die Interessen ihrer jeweiligen Bundesstaaten:
| Alabama 7 Wahlbezirke - 1. Sonny Callahan (R) - 2. William Louis Dickinson (R) - 3. Glen Browder (D) - 4. Tom Bevill (D) - 5. Robert E. Cramer (D) - 6. Ben Erdreich (D) - 7. Claude Harris, Jr. (D) Alaska Staatsweite Wahl - Don Young (R) Arizona 5 Wahlbezirke - 1. John Jacob Rhodes III (R) - 2. Mo Udall (D) bis zum 4. Mai 1991 - Ed Pastor (D) ab dem 3. Oktober 1991 - 3. Bob Stump (R) - 4. Jon Kyl (R) - 5. Jim Kolbe (R) Arkansas 4 Wahlbezirke - 1. William Vollie Alexander (D) - 2. Ray Thornton (D) - 3. John Paul Hammerschmidt (R) - 4. Beryl Anthony, Jr. (D) Kalifornien 45 Wahlbezirke - 1. Frank Riggs (R) - 2. Wally Herger (R) - 3. Bob Matsui (D) - 4. Victor H. Fazio (D) - 5. Nancy Pelosi (D) - 6. Barbara Boxer (D) - 7. George Miller (D) - 8. Ron Dellums (D) - 9. Pete Stark (D) - 10. Don Edwards (D) - 11. Tom Lantos (D) - 12. Tom Campbell (R) - 13. Norman Mineta (D) - 14. John Doolittle (R) - 15. Gary Condit (D) - 16. Leon Panetta (D) - 17. Cal Dooley (D) - 18. Richard H. Lehman (D) - 19. Robert J. Lagomarsino (R) - 20. Bill Thomas (R) - 21. Elton Gallegly (R) - 22. Carlos Moorhead (R) - 23. Anthony C. Beilenson (D) - 24. Henry Waxman (D) - 25. Edward R. Roybal (D) - 26. Howard Berman (D) - 27. Mel Levine (D) - 28. Julian C. Dixon (D) - 29. Maxine Waters (D) - 30. Matthew G. Martínez (D) - 31. Mervyn M. Dymally (D) - 32. Glenn M. Anderson (D) - 33. David Dreier (R) - 34. Esteban Edward Torres (D) - 35. Jerry Lewis (R) - 36. George Brown Jr. (D) - 37. Al McCandless (R) - 38. Bob Dornan (R) - 39. William E. Dannemeyer (R) - 40. Christopher Cox (R) - 41. William David Lowery (R) - 42. Dana Rohrabacher (R) - 43. Ron Packard (R) - 44. Randy Cunningham (R) - 45. Duncan Hunter (R) Colorado 6 Wahlbezirke - 1. Patricia Schroeder (D) - 2. David Skaggs (D) - 3. Ben Nighthorse Campbell (D) - 4. Wayne Allard (R) - 5. Joel Hefley (R) - 6. Daniel Schaefer (R) Connecticut 6 Wahlbezirke - 1. Barbara B. Kennelly (D) - 2. Sam Gejdenson (D) - 3. Rosa DeLauro (D) - 4. Christopher Shays (R) - 5. Gary Franks (R) - 6. Nancy Johnson (R) Delaware Staatsweite Wahl - Tom Carper (D) Florida 19 Wahlbezirke - 1. Earl Dewitt Hutto (D) - 2. Pete Peterson (D) - 3. Charles Edward Bennett (D) - 4. Craig T. James (R) - 5. Bill McCollum (R) - 6. Cliff Stearns (R) - 7. Sam Gibbons (D) - 8. Bill Young (R) - 9. Michael Bilirakis (R) - 10. Andy Ireland (R) - 11. Jim Bacchus (D) - 12. Tom Lewis (R) - 13. Porter Goss (R) - 14. Harry A. Johnston (D) - 15. E. Clay Shaw (R) - 16. Lawrence J. Smith (D) - 17. William Lehman (D) - 18. Ileana Ros-Lehtinen (R) - 19. Dante Fascell (D) Georgia 10 Wahlbezirke - 1. Lindsay Thomas (D) - 2. Charles Floyd Hatcher (D) - 3. Richard Ray (D) - 4. Ben Jones (D) - 5. John Lewis (D) - 6. Newt Gingrich (R) - 7. George Darden (D) - 8. J. Roy Rowland (D) - 9. Ed Jenkins (D) - 10. Doug Barnard (D) Hawaii 2 Wahlbezirke - 1. Neil Abercrombie (D) - 2. Patsy Mink (D) Idaho 2 Wahlbezirke - 1. Larry LaRocco (D) - 2. Richard H. Stallings (D) Illinois 22 Wahlbezirke - 1. Charles Hayes (D) - 2. Gus Savage (D) - 3. Marty Russo (D) - 4. George E. Sangmeister (D) - 5. Bill Lipinski (D) - 6. Henry Hyde (R) - 7. Cardiss Collins (D) - 8. Dan Rostenkowski (D) - 9. Sidney R. Yates (D) - 10. John Edward Porter (R) - 11. Frank Annunzio (D) - 12. Phil Crane (R) - 13. Harris W. Fawell (R) - 14. Dennis Hastert (R) - 15. Edward Rell Madigan (R) bis zum 8. März 1991 - Thomas W. Ewing (R) ab dem 2. Juli 1991 - 16. John W. Cox (D) - 17. Lane Evans (D) - 18. Robert H. Michel (R) - 19. Terry L. Bruce (D) - 20. Dick Durbin (D) - 21. Jerry Costello (D) - 22. Glenn Poshard (D) Indiana 10 Wahlbezirke - 1. Pete Visclosky (D) - 2. Philip R. Sharp (D) - 3. Timothy J. Roemer (D) - 4. Jill Long Thompson (D) - 5. Jim Jontz (D) - 6. Dan Burton (R) - 7. John T. Myers (R) - 8. Frank McCloskey (D) - 9. Lee H. Hamilton (D) - 10. Andrew Jacobs Jr. (D) Iowa 6 Wahlbezirke - 1. Jim Leach (R) - 2. Jim Nussle (R) - 3. David R. Nagle (D) - 4. Neal Edward Smith (D) - 5. Jim Ross Lightfoot (R) - 6. Fred Grandy (R) Kansas 5 Wahlbezirke. - 1. Pat Roberts (R) - 2. Jim Slattery (D) - 3. Jan Meyers (R) - 4. Dan Glickman (D) - 5. Dick Nichols (R) Kentucky 7 Wahlbezirke - 1. Carroll Hubbard (D) - 2. William Huston Natcher (D) - 3. Romano L. Mazzoli (D) - 4. Jim Bunning (R) - 5. Hal Rogers (R) - 6. Larry Hopkins (R) - 7. Carl C. Perkins (D) Louisiana 8 Wahlbezirke - 1. Bob Livingston (R) - 2. William J. Jefferson (D) - 3. Billy Tauzin (D) - 4. Jim McCrery (R) - 5. Jerry Huckaby (D) - 6. Richard H. Baker (R) - 7. Jimmy Hayes (D) - 8. Clyde C. Holloway (R) Maine 2 Wahlbezirke - 1. Thomas Andrews (D) - 2. Olympia Snowe (R) Maryland 8 Wahlbezirke - 1. Wayne Gilchrest (R) - 2. Helen Delich Bentley (R) - 3. Ben Cardin (D) - 4. Charles Thomas McMillen (D) - 5. Steny Hoyer (D) - 6. Beverly Byron (D) - 7. Kweisi Mfume (D) - 8. Connie Morella (R) Massachusetts 11 Wahlbezirke - 1. Silvio O. Conte (R) bis zum 8. Februar 1991 - John Olver (D) ab dem 18. Juni 1991 - 2. Richard Neal (D) - 3. Joseph D. Early (D) - 4. Barney Frank (D) - 5. Chester G. Atkins (D) - 6. Nicholas Mavroules (D) - 7. Ed Markey (D) - 8. Joseph Patrick Kennedy II (D) - 9. Joe Moakley (D) - 10. Gerry Studds (D) - 11. Brian J. Donnelly (D) Michigan 18 Wahlbezirke - 1. John Conyers (D) - 2. Carl Pursell (R) - 3. Howard Wolpe (D) - 4. Fred Upton (R) - 5. Paul B. Henry (R) - 6. Milton Robert Carr (D) - 7. Dale E. Kildee (D) - 8. J. Bob Traxler (D) - 9. Guy Vander Jagt (R) - 10. David Lee Camp (R) - 11. Robert William Davis (R) - 12. David E. Bonior (D) - 13. Barbara-Rose Collins (D) - 14. Dennis M. Hertel (D) - 15. William D. Ford (D) - 16. John Dingell Jr. (D) - 17. Sander M. Levin (D) - 18. William Broomfield (R) Minnesota 8 Wahlbezirke - 1. Tim Penny (DFL= Democratic Farmer Labor Party) - 2. Vin Weber (R) - 3. Jim Ramstad (R) - 4. Bruce Vento (DFL) - 5. Martin Olav Sabo (DFL) - 6. Gerry Sikorski (DFL) - 7. Collin Peterson (DFL) - 8. Jim Oberstar (DFL) Mississippi 5 Wahlbezirke - 1. Jamie L. Whitten (D) - 2. Mike Espy (D) - 3. Sonny Montgomery (D) - 4. Michael Parker (D) - 5. Gene Taylor (D) | Missouri 9 Wahlbezirke - 1. Bill Clay (D) - 2. Joan Kelly Horn (D) - 3. Dick Gephardt (D) - 4. Ike Skelton (D) - 5. Alan Wheat (D) - 6. Earl Thomas Coleman (R) - 7. Mel Hancock (R) - 8. Bill Emerson (R) - 9. Harold Volkmer (D) Montana 2 Wahlbezirke - 1. John Patrick Williams (D) - 2. Ron Marlenee (R) Nebraska 3 Wahlbezirke - 1. Doug Bereuter (R) - 2. Peter Hoagland (D) - 3. Bill Barrett (R) Nevada 2. Wahlbezirkel - 1. James Bilbray (D) - 2. Barbara Vucanovich (R) New Hampshire 2 Wahlbezirke - 1. Bill Zeliff (R) - 2. Richard Swett (D) New Jersey 14 Wahlbezirke - 1. Rob Andrews (D) - 2. William J. Hughes (D) - 3. Frank Pallone (D) - 4. Chris Smith (R) - 5. Marge Roukema (R) - 6. Bernard J. Dwyer (D) - 7. Matthew John Rinaldo (R) - 8. Robert A. Roe (D) - 9. Robert Torricelli (D) - 10. Donald M. Payne (D) - 11. Dean Gallo (R) - 12. Dick Zimmer (R) - 13. Jim Saxton (R) - 14. Frank Joseph Guarini (D) New Mexico 3 Wahlbezirke - 1. Steven Schiff (R) - 2. Joe Skeen (R) - 3. Bill Richardson (D) New York 34 Wahlbezirke - 1. George J. Hochbrueckner (D) - 2. Thomas Downey (D) - 3. Robert Mrazek (D) - 4. Norman F. Lent (R) - 5. Raymond J. McGrath (R) - 6. Floyd H. Flake (D) - 7. Gary Ackerman (D) - 8. James H. Scheuer (D) - 9. Thomas J. Manton (D) - 10. Charles Schumer (D) - 11. Ed Towns (D) - 12. Major Owens (D) - 13. Stephen J. Solarz (D) - 14. Susan Molinari (R) - 15. Bill Green (R) - 16. Charles B. Rangel (D) - 17. Theodore S. Weiss (D) bis zum 14. September 1992 - Jerrold Nadler (D) ab dem 3. November 1992 - 18. José Serrano (D) - 19. Eliot Engel (D) - 20. Nita Lowey (D) - 21. Hamilton Fish IV (R) - 22. Benjamin A. Gilman (R) - 23. Michael R. McNulty (D) - 24. Gerald B. H. Solomon (R) - 25. Sherwood Boehlert (R) - 26. David O’Brien Martin (R) - 27. James T. Walsh (R) - 28. Matthew F. McHugh (D) - 29. Frank Horton (R) - 30. Louise Slaughter (D) - 31. Bill Paxon (R) - 32. John J. LaFalce (D) - 33. Henry J. Nowak (D) - 34. Amo Houghton (R) North Carolina 11 Wahlbezirke - 1. Walter B. Jones Sr. (D) bis zum 15. September 1992 - Eva M. Clayton (D) ab dem 3. November 1992 - 2. Tim Valentine (D) - 3. Martin Lancaster (D) - 4. David Price (D) - 5. Stephen L. Neal (D) - 6. Howard Coble (R) - 7. Charles Grandison Rose (D) - 8. Bill Hefner (D) - 9. Alex McMillan (R) - 10. Cass Ballenger (R) - 11. Charles H. Taylor (R) North Dakota 1 Wahlbezirk (staatsweit) - 1. Byron Dorgan (D) bis zum 14. Dezember 1992 Ohio 21 Wahlbezirke - 1. Charlie Luken (D) - 2. Bill Gradison (R) - 3. Tony Hall (D) - 4. Michael Oxley (R) - 5. Paul Gillmor (R) - 6. Bob McEwen (R) - 7. Dave Hobson (R) - 8. John Boehner (R) - 9. Marcy Kaptur (D) - 10. Clarence E. Miller (R) - 11. Dennis E. Eckart (D) - 12. John Kasich (R) - 13. Don Pease (D) - 14. Thomas C. Sawyer (D) - 15. Chalmers Wylie (R) - 16. Ralph Regula (R) - 17. James Traficant (D) - 18. Douglas Applegate (D) - 19. Ed Feighan (D) - 20. Mary Rose Oakar (D) - 21. Louis Stokes (D) Oklahoma 6 Wahlbezirke - 1. Jim Inhofe (R) - 2. Mike Synar (D) - 3. William K. Brewster (D) - 4. Dave McCurdy (D) - 5. Mickey Edwards (R) - 6. Glenn English (D) Oregon 5 Wahlbezirke - 1. Les AuCoin (D) - 2. Robert Freeman Smith (R) - 3. Ron Wyden (D) - 4. Peter DeFazio (D) - 5. Michael J. Kopetski (D) Pennsylvania 23 Wahlbezirke - 1. Thomas M. Foglietta (D) - 2. William H. Gray (D) bis zum 11. September 1991 - Lucien E. Blackwell (D) ab dem 5. November 1991 - 3. Robert A. Borski (D) - 4. Joseph P. Kolter (D) - 5. Richard T. Schulze (R) - 6. Gus Yatron (D) - 7. Curt Weldon (R) - 8. Peter H. Kostmayer (D) - 9. Bud Shuster (R) - 10. Joseph M. McDade (R) - 11. Paul E. Kanjorski (D) - 12. John Murtha (D) - 13. Lawrence Coughlin (R) - 14. William J. Coyne (D) - 15. Donald L. Ritter (R) - 16. Robert Smith Walker (R) - 17. George Gekas (R) - 18. Rick Santorum (R) - 19. William F. Goodling (R) - 20. Joseph M. Gaydos (D) - 21. Tom Ridge (R) - 22. Austin Murphy (D) - 23. William F. Clinger (R) Rhode Island 2 Wahlbezirke - 1. Ronald Machtley (R) - 2. Jack Reed (D) South Carolina 6 Wahlbezirke. - 1. Arthur Ravenel (R) - 2. Floyd Spence (R) - 3. Butler Derrick (D) - 4. Liz J. Patterson (D) - 5. John Spratt (D) - 6. Robin Tallon (D) South Dakota 1 Wahlbezirk (staatsweit) - 1. Tim Johnson (D) Tennessee 9 Wahlbezirke - 1. Jimmy Quillen (R) - 2. Jimmy Duncan (R) - 3. Marilyn Lloyd (D) - 4. Jim Cooper (D) - 5. Bob Clement (D) - 6. Bart Gordon (D) - 7. Don Sundquist (R) - 8. John S. Tanner (D) - 9. Harold Ford Sr. (D) Texas 27 Wahlbezirke - 1. Jim Chapman (D) - 2. Charlie Wilson (D) - 3. Steve Bartlett (R) bis zum 11. März 1991 - Sam Johnson (R) ab dem 8. Mai 1991 - 4. Ralph Hall (D) - 5. John Wiley Bryant (D) - 6. Joe Barton (R) - 7. William Archer Jr. (R) - 8. Jack Fields (R) - 9. Jack Bascom Brooks (D) - 10. J. J. Pickle (D) - 11. Chet Edwards (D) - 12. Preston M. Geren (D) - 13. Bill Sarpalius (D) - 14. Greg Laughlin (D) - 15. Kika de la Garza (D) - 16. Ronald D. Coleman (D) - 17. Charles Stenholm (D) - 18. Craig Anthony Washington (D) - 19. Larry Combest (R) - 20. Henry B. Gonzalez (D) - 21. Lamar S. Smith (R) - 22. Tom DeLay (R) - 23. Albert Bustamante (D) - 24. Martin Frost (D) - 25. Michael A. Andrews (D) - 26. Dick Armey (R) - 27. Solomon P. Ortiz (D) Utah 3 Wahlbezirke - 1. James V. Hansen (R) - 2. Wayne Owens (D) - 3. Bill Orton (D) Vermont 1 Wahlbezirk (staatsweit) - 1. Bernie Sanders (Unabhängiger) Virginia 10 Wahlbezirke - 1. Herbert H. Bateman (R) - 2. Owen B. Pickett (D) - 3. Thomas J. Bliley (R) - 4. Norman Sisisky (D) - 5. Lewis F. Payne (D) - 6. Jim Olin (D) - 7. D. French Slaughter (R) bis zum 5. November 1991 - George Allen (R) ab dem 5. November 1991 - 8. Jim Moran (D) - 9. Rick Boucher (D) - 10. Frank Wolf (R) Washington 8 Wahlbezirke - 1. John Ripin Miller (R) - 2. Al Swift (D) - 3. Jolene Unsoeld (D) - 4. Sid Morrison (R) - 5. Tom Foley (D) - 6. Norman D. Dicks (D) - 7. Jim McDermott (D) - 8. Rod Chandler (R) West Virginia 4 Wahlbezirke - 1. Alan Mollohan (D) - 2. Harley Staggers Jr. (D) - 3. Bob Wise (D) - 4. Nick Rahall (D) Wisconsin 9 Wahlbezirke - 1. Les Aspin (D) - 2. Scott L. Klug (R) - 3. Steven Gunderson (R) - 4. Jerry Kleczka (D) - 5. Jim Moody (D) - 6. Tom Petri (R) - 7. Dave Obey (D) - 8. Toby Roth (R) - 9. Jim Sensenbrenner (R) Wyoming Staatsweite Wahlen - Craig L. Thomas (R) |

Nicht stimmberechtigte Mitglieder im Repräsentantenhaus:
- Amerikanisch-Samoa
  - Eni Faleomavaega (D)
- District of Columbia
  - Eleanor Holmes Norton (D)
- Guam
  - Vicente T. Blaz (R)
- Puerto Rico:
  - Jaime Fuster bis zum 4. März 1992
    - Antonio Colorado ab dem 4. März 1992
- Amerikanische Jungferninseln
  - Ron de Lugo (D)